# 爪哇連鰭唇魚
爪哇連鰭唇魚，為輻鰭魚綱鱸形目隆頭魚亞目隆頭魚科的其中一種，分布於印尼爪哇島海域，棲息在沙底質海域，生活習性不明。